# Liste der Biografien/Blak
Liste der Biografien |
Portal Biografien |
Personensuche
# |
A |
B |
C |
D |
E |
F |
G |
H |
I |
J |
K |
L |
M |
N |
O |
P |
Q |
R |
S |
T |
U |
V |
W |
X |
Y |
Z |
?
 
Ba |
Be |
Bd |
Bg |
Bh |
Bi |
Bj |
Bl |
Bm |
Bn |
Bo |
Br |
Bs |
Bu |
Bw |
By |
Bz
 
Bla |
Ble |
Bli |
Blj |
Blk |
Bll |
Blo |
Bls |
Blu |
Bly
 
Blaa |
Blab |
Blac |
Blad |
Blae |
Blaf |
Blag |
Blah |
Blai |
Blaj |
Blak |
Blal |
Blam |
Blan |
Blaq |
Blar |
Blas |
Blat |
Blau |
Blav |
Blaw |
Blax |
Blay |
Blaz
Die Liste der Biografien führt alle Personen auf, die in der deutschsprachigen Wikipedia einen Artikel haben. Dieses ist eine Teilliste mit 150 Einträgen von Personen, deren Namen mit den Buchstaben „Blak“ beginnt.

## Blak
- Blak, dänischer Rapper und Songschreiber
- Blak Twang (* 1972), britischer Rapper
- Blak, Kristian (* 1947), dänisch-färöischer Pianist und Komponist

### Blake
- Blake Coulthard, Jean (1882–1933), kanadische Pianistin und Musikpädagogin
- Blake Mora, Francisco (1966–2011), mexikanischer Politiker der Partido Acción Nacional (PAN) und Innenminister (2010–2011)
- Blake y Joyes, Joaquín († 1827), spanischer General im Befreiungskrieg gegen Napoleon
- Blake, Ackeem (* 2002), jamaikanischer Sprinter
- Blake, Adam, britischer Schauspieler, Filmproduzent und Synchronsprecher
- Blake, Aisling (* 1981), irische Squashspielerin
- Blake, Alex (* 1951), US-amerikanischer Jazzmusiker (Bass)
- Blake, Ally, australische Autorin
- Blake, Amanda (1929–1989), US-amerikanische SchauspielerinAmanda Blake (1929–1989)

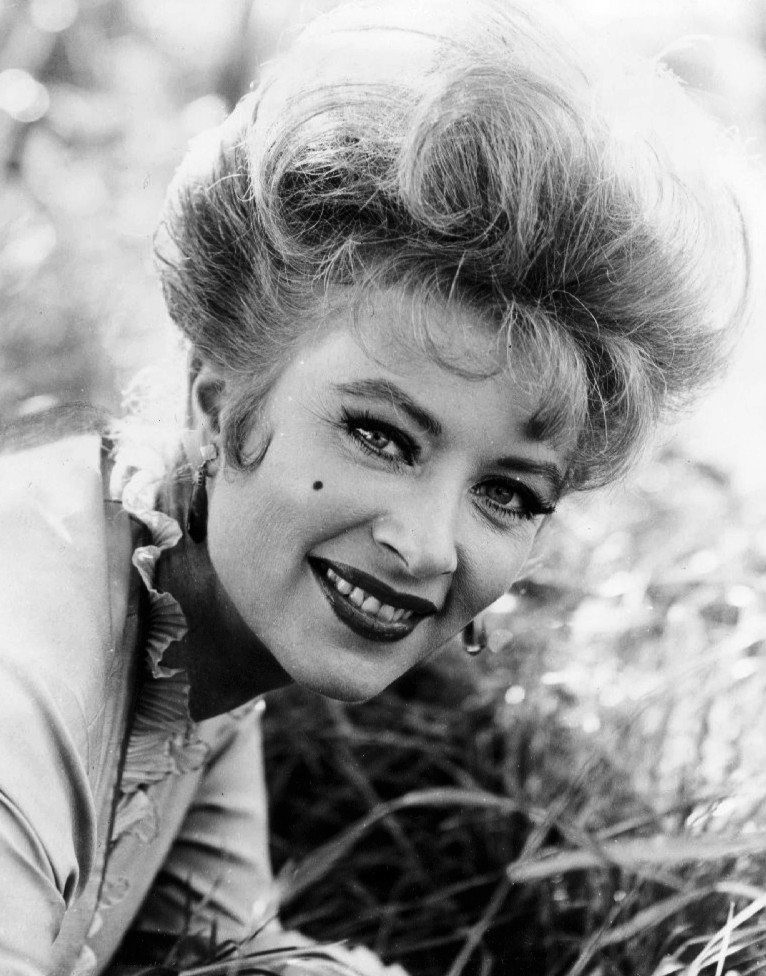
Amanda Blake (1929–1989)

- Blake, André, deutscher Magier und Illusionist
- Blake, Andre (* 1990), jamaikanischer Fußballtorwart
- Blake, Andrew (* 1947), US-amerikanischer Regisseur
- Blake, Andrew (* 1956), britischer Mathematiker und Informatiker
- Blake, Arthur (1872–1944), US-amerikanischer Mittelstreckenläufer
- Blake, Arthur (* 1966), US-amerikanischer Hürdenläufer
- Blake, Barbara Hibbs (1937–2019), amerikanische Säugetierforscherin und Hochschullehrerin
- Blake, Ben K. († 1954), US-amerikanischer Filmproduzent, Filmregisseur und Drehbuchautor
- Blake, Blind (1896–1934), US-amerikanischer Blues-Musiker
- Blake, Blue, britischer Pornodarsteller und Pornofilmproduzent
- Blake, Bobby (* 1957), US-amerikanischer Baptisten-Pastor und ehemaliger Darsteller in homosexuellen Pornofilmen
- Blake, Charlotte (1885–1979), amerikanische Komponistin
- Blake, Christopher (* 1953), australischer Bogenschütze
- Blake, Cicero (* 1938), US-amerikanischer Soul-Sänger
- Blake, Cyril (1900–1951), britisch-westindischer Jazzmusiker
- Blake, David, kanadischer Jazzmusiker (Gitarre)
- Blake, Dennis (* 1970), jamaikanischer Sprinter
- Blake, Dominique (* 1987), jamaikanische 400-Meter-Sprinterin
- Blake, Edward (1833–1912), kanadischer Politiker, Mitglied des House of Commons
- Blake, Eli Whitney (1795–1886), US-amerikanischer Erfinder des „Blake Crusher“
- Blake, Eli Whitney, Jr. (1836–1895), US-amerikanischer Physiker
- Blake, Eubie (1887–1983), US-amerikanischer Pianist und Komponist
- Blake, Eugene Carson (1906–1985), US-amerikanischer presbyterianischer Theologe, ökumenische Persönlichkeit
- Blake, Flex-Deon (1962–2021), US-amerikanischer Pornodarsteller
- Blake, Francis (1850–1913), US-amerikanischer Wissenschaftler, Erfinder und Fotograf
- Blake, Frank (* 1949), US-amerikanischer Manager und Regierungsbeamter
- Blake, Geoffrey (1914–1991), britischer Sprinter
- Blake, Geoffrey (* 1962), US-amerikanischer Schauspieler
- Blake, George (1878–1946), australischer Mittel- und Langstreckenläufer
- Blake, George (1893–1961), schottischer Schriftsteller und Redakteur
- Blake, George (1922–2020), britischer GeheimagentGeorge Blake (1922–2020)

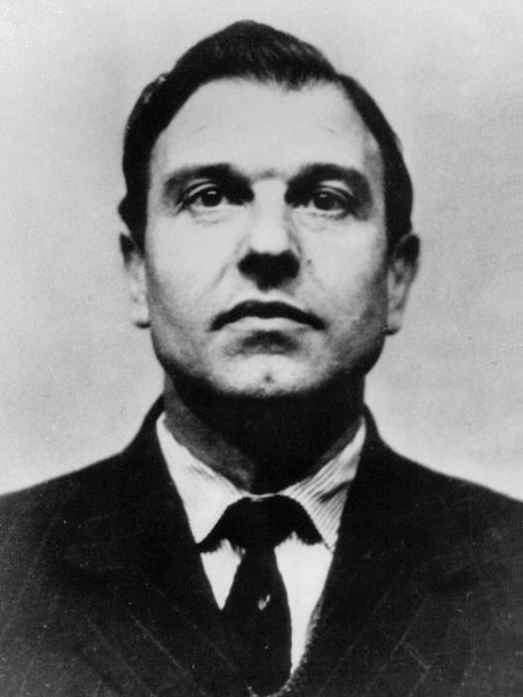
George Blake (1922–2020)

- Blake, Gordon A. (1910–1997), US-amerikanischer Geheimdienstchef (NSA)
- Blake, Harrison G. O. (1818–1876), US-amerikanischer Politiker
- Blake, Helen (* 1951), jamaikanische Sprinterin und Mittelstreckenläuferin
- Blake, Hilary (1950–2007), US-amerikanischer Singer-songwriter
- Blake, Howard (* 1938), englischer Komponist
- Blake, Jacob (* 1991), US-amerikanischer Afroamerikaner
- Blake, Jamal, vincentischer Fußballspieler
- Blake, James (* 1979), US-amerikanischer Tennisspieler
- Blake, James (* 1988), englischer MusikerJames Blake (* 1988)

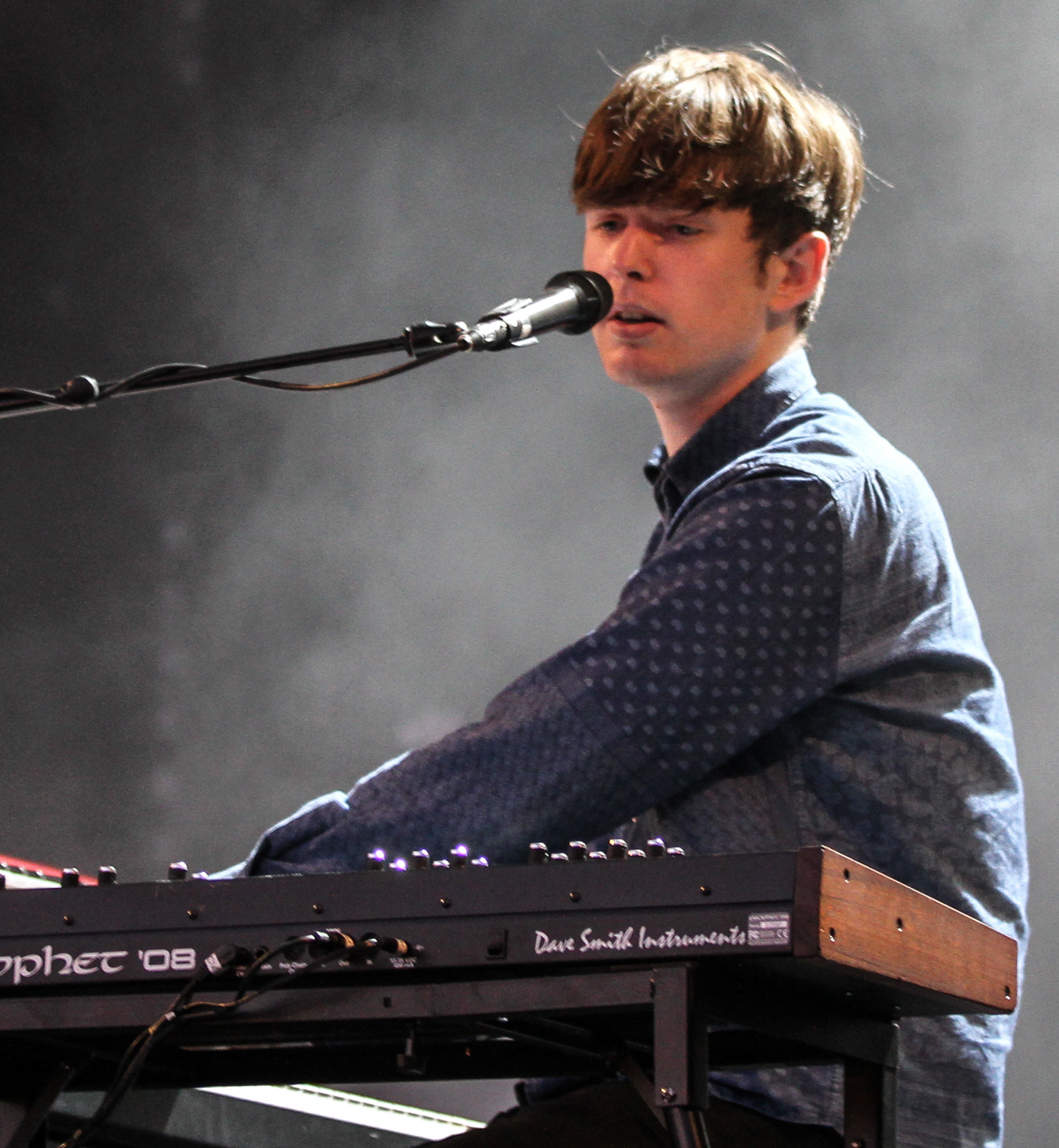
James Blake (* 1988)

- Blake, James Carlos (1943–2025), US-amerikanischer Autor
- Blake, James H. (1768–1819), US-amerikanischer Politiker
- Blake, Jason (* 1973), US-amerikanischer Eishockeyspieler
- Blake, Jerome (* 1995), kanadischer Leichtathlet
- Blake, Jerry (1908–1961), US-amerikanischer Klarinettist und Altsaxophonist des Swingjazz
- Blake, John, Maskenbildner und Spezialeffektkünstler
- Blake, John (1874–1950), britischer Degenfechter und Politiker
- Blake, John (1947–2014), US-amerikanischer Jazzmusiker
- Blake, John junior (1762–1826), US-amerikanischer Politiker
- Blake, John L. (1831–1899), US-amerikanischer Politiker
- Blake, Johnathan (* 1976), US-amerikanischer Jazz-Schlagzeuger
- Blake, Jordyn (* 2000), neuseeländische Sprinterin
- Blake, Joseph († 1700), englischer Politiker; Gouverneur der Province of Carolina
- Blake, Josh (* 1975), US-amerikanischer Fernsehschauspieler
- Blake, Julian (1918–2005), US-amerikanischer Zeichner und Comic-Strip-Künstler
- Blake, Keenan (* 2003), niederländischer Leichtathlet
- Blake, Lillie Devereux (1835–1913), US-amerikanische Frauenrechtlerin und Autorin
- Blake, Madge (1899–1969), US-amerikanische Schauspielerin
- Blake, Marsha Stephanie, US-amerikanische Schauspielerin jamaikanischer Herkunft
- Blake, Meredith (1917–1985), US-amerikanische Jazzsängerin
- Blake, Michael (1945–2015), US-amerikanischer Romanautor und DrehbuchverfasserMichael Blake (1945–2015)

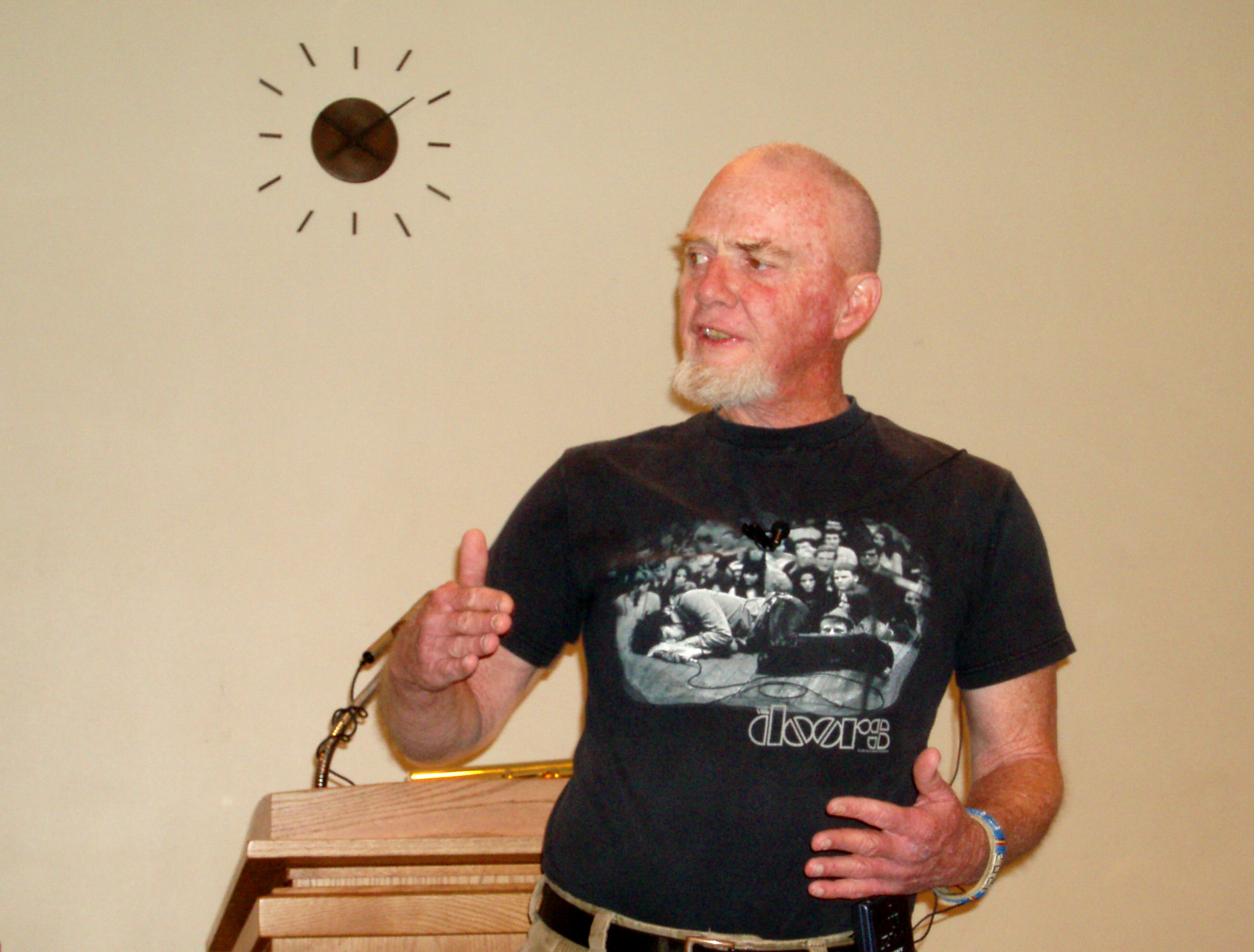
Michael Blake (1945–2015)

- Blake, Michael (* 1964), kanadischer Jazzmusiker
- Blake, Michael I., US-amerikanischer Politikwissenschaftler
- Blake, Mike (1956–2022), kanadischer Eishockeytorwart
- Blake, Nathan (* 1972), walisischer Fußballspieler
- Blake, Nekeisha (* 1987), Badmintonspielerin aus Trinidad und Tobago
- Blake, Nick, neuseeländischer Schauspieler
- Blake, Norman (* 1938), amerikanischer Musiker, Sänger und Songwriter
- Blake, Pamela (1915–2009), US-amerikanische Schauspielerin
- Blake, Peter (1920–2006), US-amerikanischer Architekt und Autor
- Blake, Peter (* 1932), britischer Künstler
- Blake, Peter (1948–2001), neuseeländischer Sportsegler und Umweltschützer
- Blake, Quentin (* 1932), britischer Cartoonist, Illustrator und Kinderbuchautor
- Blake, Rachael (* 1971), australische Schauspielerin
- Blake, Ran (* 1935), US-amerikanischer Jazzmusiker und Komponist
- Blake, Rob (* 1969), kanadischer Eishockeyspieler und -funktionär
- Blake, Robert (1598–1657), britischer Admiral
- Blake, Robert (1933–2023), US-amerikanischer SchauspielerRobert Blake (1933–2023)

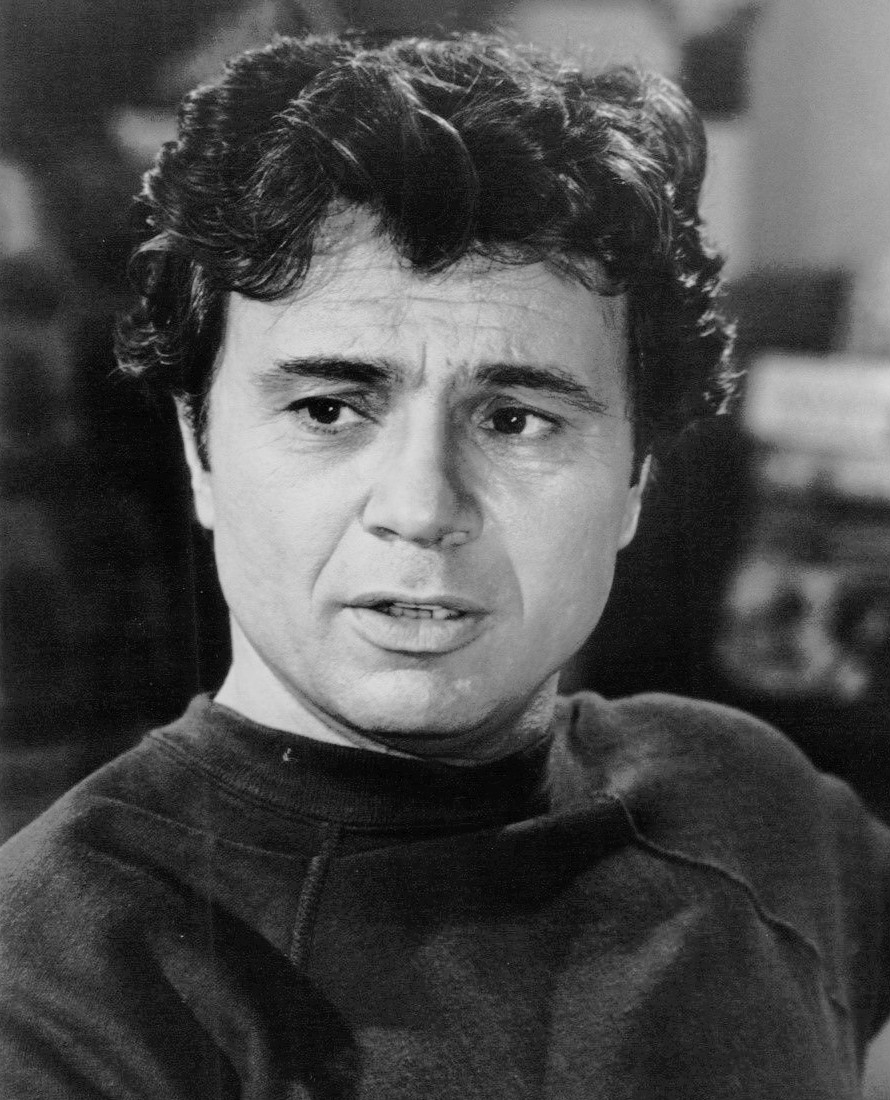
Robert Blake (1933–2023)

- Blake, Robert Orris (1921–2015), US-amerikanischer Diplomat, Botschafter in Mali
- Blake, Robert Orris Jr. (* 1957), US-amerikanischer Diplomat, Botschafter in Sri Lanka, Malediven und Indonesien sowie Assistant Secretary of State
- Blake, Robert R. (1918–2004), US-amerikanischer Psychologe und Wirtschaftswissenschaftler
- Blake, Robert, Baron Blake (1916–2003), britischer Neuzeithistoriker und Hochschullehrer
- Blake, Ron (* 1965), amerikanischer Jazzmusiker (Saxophon, Komposition)
- Blake, Samuel († 1887), US-amerikanischer Anwalt und Politiker
- Blake, Seamus (* 1970), kanadischer Jazz-Saxophonist
- Blake, Stacia (* 1952), irische Tänzerin und Malerin
- Blake, Stanley Thatcher (1910–1973), australischer Botaniker
- Blake, Steve (* 1980), US-amerikanischer Basketballspieler
- Blake, Thomas H. (1792–1849), US-amerikanischer Jurist und Politiker
- Blake, Tim (* 1952), englisch-französischer Musiker
- Blake, Toe (1912–1993), kanadischer Eishockeyspieler
- Blake, Tommy (1931–1985), US-amerikanischer Rockabilly- und Country-Musiker
- Blake, Tra, US-amerikanischer Schiedsrichter im American Football
- Blake, Vernon (1875–1930), britischer Fotograf, Künstler und Bildhauer
- Blake, Wesley (* 1987), amerikanischer Wrestler
- Blake, William (1757–1827), englischer Maler und DichterWilliam Blake (1757–1827)

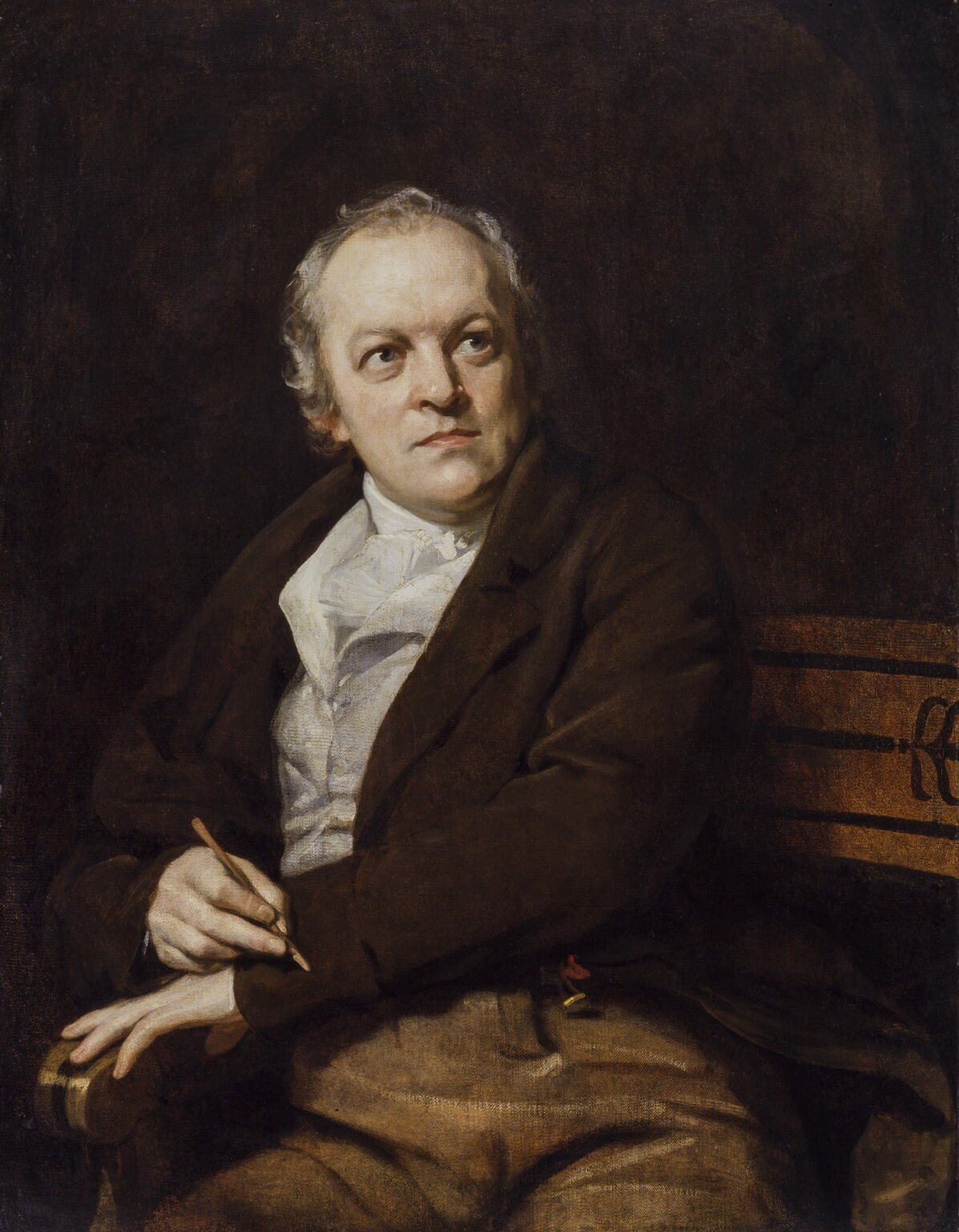
William Blake (1757–1827)

- Blake, William James (1894–1968), US-amerikanischer Schriftsteller
- Blake, William Phipps (1826–1910), US-amerikanischer Geologe, Mineraloge
- Blake, Yohan (* 1989), jamaikanischer Sprinter
- Blake, Yvonne (1940–2018), britische Kostümbildnerin
- Blakeley, Grace (* 1993), britische Ökonomin, Autorin und politische Kommentatorin
- Blakeley, Ruth, britische Politikwissenschaftlerin
- Blakelock, Ralph Albert (1847–1919), US-amerikanischer Maler
- Blakely, Colin (1930–1987), nordirischer Schauspieler
- Blakely, Rachel (* 1968), australisch-amerikanische Schauspielerin
- Blakely, Sara (* 1971), US-amerikanische Unternehmerin
- Blakely, Susan (* 1948), US-amerikanische Schauspielerin
- Blakely, William (1875–1941), australischer Botaniker
- Blakeman, Clete (* 1964), US-amerikanischer Schiedsrichter
- Blakemore, Colin (1944–2022), britischer Neurowissenschaftler
- Blakemore, Karin J. (* 1953), US-amerikanische Humangenetikerin
- Blakemore, Sarah-Jayne (* 1974), britische Psychologin und kognitive Neurowissenschaftlerin
- Blakemore, Sean (* 1967), US-amerikanischer Schauspieler
- Blakeney, Albert (1850–1924), US-amerikanischer Politiker
- Blakeney, Allan (1925–2011), kanadischer Politiker
- Blaker, Clay (* 1950), US-amerikanischer Sänger, Country-Musiker und Songwriter
- Bläker, Felix (1935–2016), deutscher Pädiater
- Blaker, Peter, Baron Blaker (1922–2009), britischer Politiker (Conservative Party), Mitglied des House of Commons
- Blakeslee, Albert Francis (1874–1954), US-amerikanischer Botaniker und Phytogenetiker
- Blakeslee, Dennis A. (1856–1933), US-amerikanischer Politiker
- Blakeslee, Sam (* 1989), US-amerikanischer Jazzmusiker (Posaune, Komposition)
- Blakeslee, Susan (* 1956), US-amerikanische Synchronsprecherin
- Blakesley, Thomas Holmes (1847–1929), britischer Mathematiker und Practical Scientist
- Blakeway, Alan (1898–1936), britischer Klassischer Archäologe
- Blakey, Art (1919–1990), US-amerikanischer Schlagzeuger
- Blakey, Ronald C. (* 1945), US-amerikanischer Geologe

### Blaki
- Blakiston, Caroline (* 1933), britische Schauspielerin
- Blakiston, Nathaniel († 1722), englischer Kolonialgouverneur und britischer Politiker
- Blakiston, Nehemiah († 1693), Gouverneur der Province of Maryland
- Blakiston, Thomas (1832–1891), englischer Entdecker und Naturforscher

### Blakl
- Blakley, Claudie (* 1974), britische Filmschauspielerin
- Blakley, Ronee (* 1945), US-amerikanische Sängerin und SchauspielerinRonee Blakley (* 1945)

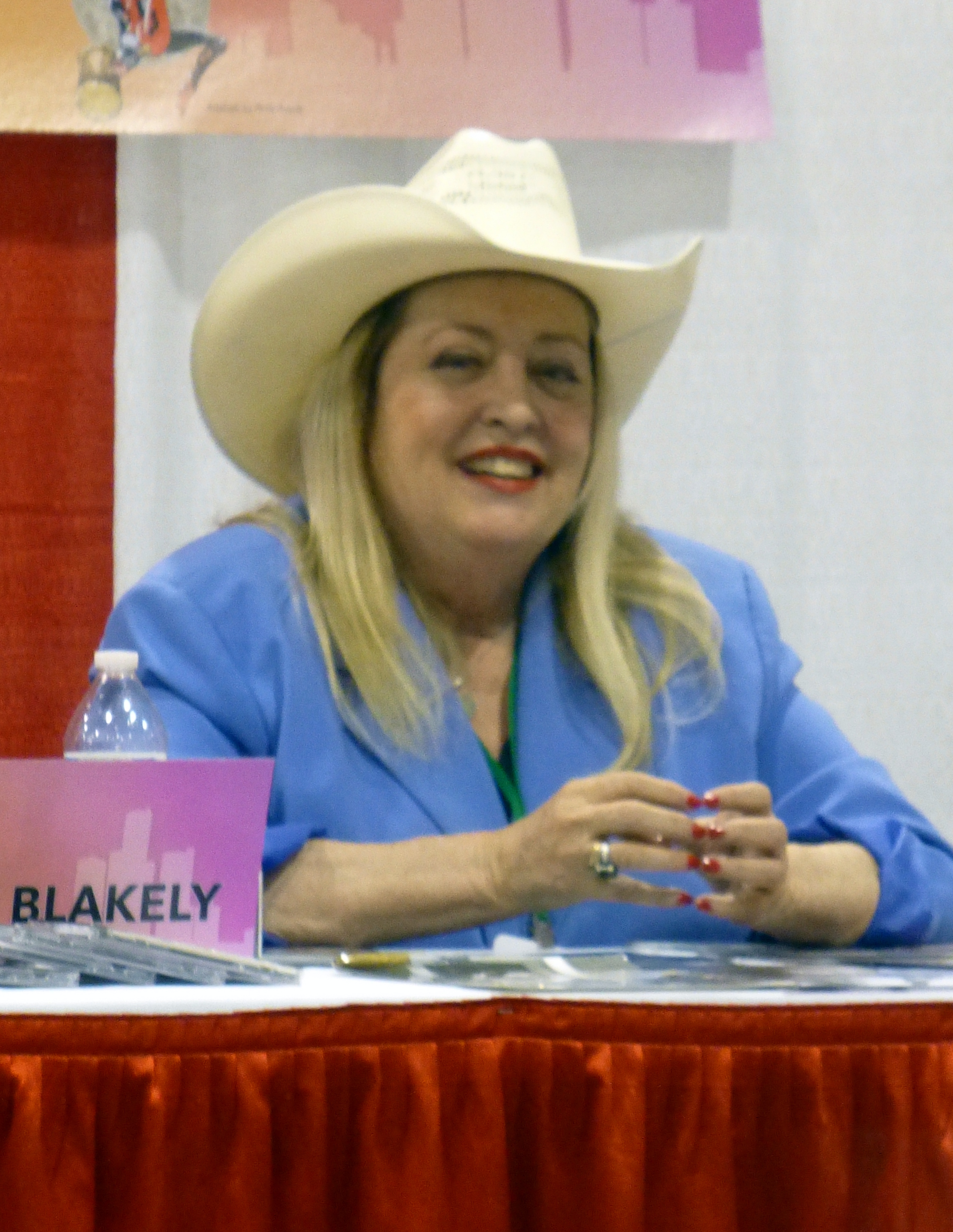
Ronee Blakley (* 1945)

- Blakley, William A. (1898–1976), US-amerikanischer Politiker (Demokratischen Partei)

### Blako
- Blakolmer, Fritz (* 1964), österreichischer Klassischer Archäologe

### Blaks
- Blakskjær, Henrik (* 1971), dänischer Segler
- Blakstad, Julie (* 2001), norwegische Fußballspielerin
- Blaksted, Jørgen (1936–1998), dänischer Schauspieler
- Blakstone, Nan (1905–1951), US-amerikanische Jazzsängerin